# Зелёный Дол (Пензенская область)
Зелёный Дол — посёлок в Сердобском районе Пензенской области. Входит в состав Новостудёновского сельсовета.

## География
Посёлок находится в юго-западной части Пензенской области, на расстоянии примерно 6 км (по прямой) к востоку-северо-востоку от Сердобска, административного центра района.

### Часовой пояс
Посёлок Зелёный Дол, как и вся Пензенская область, находится в часовой зоне МСК (московское время). Смещение применяемого времени относительно UTC составляет +3:00.

## Население
| 2010 |
| ---- |
| 282  |

### Национальный состав
Согласно результатам переписи 2002 года, в национальной структуре населения русские составляли 91 % из 46 чел.